# Raymond Moody
Raymond A. Moody, Jr (Porterdale, 30 giugno 1944) è un medico, psicologo e parapsicologo statunitense, noto per i suoi studi sugli stati di premorte.

## Biografia
Ha studiato filosofia all'Università della Virginia dove si è laureato nel 1967 e ha conseguito il dottorato nel 1969. In seguito ha conseguito un dottorato in psicologia e una laurea in medicina presso il Medical College della Georgia.
Ha lavorato anche come psichiatra forense nell'ospedale psichiatrico di massima sicurezza di Milledgeville in Georgia.
Nel 1998 si è aggiudicato la cattedra sugli studi della coscienza all'università di Las Vegas, in Nevada.
Sposato tre volte, vive a Las Vegas con l'attuale moglie e il figlio adottivo.
Ha pubblicato testi e raccolto informazioni e testimonianze sulle esperienze ai confini della morte - note anche come "NDE" (acronimo dell'espressione inglese "Near Death Experience", a volte tradotta in italiano come "esperienza di pre-morte") - che vengono riferite, in un certo numero di casi, da soggetti che avevano ripreso le funzioni vitali dopo aver sperimentato, a causa di gravi malattie o eventi traumatici, le condizioni di arresto cardiocircolatorio e respiratorio.
Il suo testo del 1975, La vita oltre la vita (pubblicato in Italia nel 1977, ha venduto 20 milioni di copie in tutto il mondo: prima di lui, soltanto Elisabeth Kübler Ross, anch'essa estranea alla tradizione dello spiritismo, aveva affrontato tali questioni, raccogliendo e analizzando sistematicamente le testimonianze, anche se si era poi dedicata alla psicotanatologia, e in particolare alla teoria dell'elaborazione del lutto.
Gli studi di Moody, abbandonato l'approccio spiritista del periodo a cavallo tra il XIX e il XX secolo in favore di un esame sistematico delle testimonianze sulle NDE, hanno suscitato l'interesse di altri studiosi, che hanno analizzato il fenomeno confermando le testimonianze da lui raccolte o avanzando anche ipotesi differenti.
Nel suo libro L'ultimo sorriso (The Last Laugh, 1999), Moody "raccoglie le riflessioni che gli editori commerciali hanno eliminato dai suoi lavori nel corso di vent'anni", e considera "un'esagerazione" lo slogan "La prova scientifica della vita oltre la morte!", utilizzato dalle case editrici sulle copertine dei suoi libri.
Pur essendo credente, Moody afferma di dare un taglio aconfessionale ai suoi libri, asserendo di non aver mai voluto dimostrare l'esistenza della vita dopo la morte, cosa da lui ritenuta non possibile con le attuali conoscenze scientifiche.
Dopo gli studi iniziali sulle NDE, il dottor Moody ha allargato le sue ricerche, considerando anche la pratica non scientifica dell'ipnosi regressiva, con la quale afferma di aver ottenuto il ricordo di presunte vite passate dei suoi pazienti, nell'ambito della psicoterapia dei traumi psicologici. Inoltre ha rivolto il suo interesse alla cristallomanzia e la psicomanzia, che a suo dire consentirebbero il presunto contatto con i defunti ai pazienti nella fase dell'elaborazione del lutto. Ha in seguito studiato le esperienze di morte condivisa, nelle quali ha trovato analogie con le NDE. Ha raccolto le ricerche in libri dedicati ai singoli studi, ripercorrendo il cammino fatto nel testo autobiografico Una scia di infinite stelle (Titolo originale: Paranormal. My Life in Pursuit of the Afterlife, 2012).

## Opere
- 1975 - Life After Life (edizione italiana: La vita oltre la vita, Mondadori, 1977, ISBN 88-04-42687-X)
- 1977 - Reflections on Life After Life (edizione italiana: Nuove ipotesi sulla vita oltre la vita, Mondadori, 1996, ISBN 8804433809)
- 1984 - Reunions: visionary encounters with departed loved ones (edizione italiana: Ricongiungersi. Incontri con l'aldilà, con Paul Perry, Mondadori, 1984, ISBN 88-04-43671-9)
- 1988 - The Light Beyond (edizione italiana: La luce oltre la vita, Mondadori, 1997, ISBN 88-04-34720-1)
- 1991 - Life Before Life: Regression into Past Lives (edizione italiana: Ricordi di altre vite, Mondadori, 1996, ISBN 88-04-43381-7)
- 1999 - The Last Laugh: a new philosophy of near-death experiences, apparitions, and the paranormal (edizione italiana: L'ultimo sorriso. Un nuovo, sorprendente sviluppo negli studi della vita oltre la morte, Mondadori, 2001, ISBN 88-04-49096-9)
- 2001 - Life After Loss: conquering grief and finding hope (edizione italiana: La vita dopo un grande dolore, con Dianne Arcangel, Armenia, 2003, ISBN 88-344-1537-X)
- 2010 - Glimpses of Eternity: Sharing a loved one's passage from this life to the next (edizione italiana: Schegge di eternità. Un'indagine nelle esperienze di morte condivisa, con Paul Perry, Corbaccio, 2011, ISBN 978-88-6380-227-6)
- 2013 - Paranormal: My Life in Pursuit of the Afterlife (edizione italiana: Una scia di infinite stelle, (autobiografia), con Paul Perry, Corbaccio, 2014, ISBN 9788879729710)